# Погронски-Иновец
По́гронски-И́новец (словац. Pohronský Inovec) — горный массив в центральной Словакии, часть Словацкого Стредогорья. Наивысшая точка — гора Вельки-Иновец, 901 м.
Растительность — в основном дубово-буковые леса. По территории Погронски-Иновец протекает река Грон и Нитра.

## Достопримечательности
- Города Нитра, Злате-Моравце, Топольчани
- Заповедники